# Acanthiza nana
Acanthiza nana là một loài chim trong họ Acanthizidae.